# Локчим
Локчим (Локшма, Лочким, Лэкчим) — река в Республике Коми, левый приток реки Вычегды.
Длина реки — 272 км, площадь водосборного бассейна — 6600 км². Питание смешанное, с преобладанием снегового. Средний расход в 53 км от устья 51,6 м³/с. Замерзает в конце октября — начале ноября, вскрывается в апреле.
Крупнейшие притоки — Бадь-Ю, Певк, Вуктыль, Соль, Лопь-Ю, Чедь-Ю, Ёль, Сед-Ёль, Большой Певк, Сэбин (все левые) и Нам, Лемша, Мерина по правому берегу реки.
Локчим начинается на юго-востоке Республики Коми на границе с Пермским краем. Течёт сначала на юг, затем на запад, затем на север, описывая огромную петлю. Русло извилистое, река собирает многочисленные притоки, главным образом левые. Берега сильно заболочены. Ранее по реке проводился лесосплав.
В месте впадения в Локчим реки Лопь-Ю стоит деревня Лопыдино, начиная от неё на протяжении 153 км Локчим судоходен.
В нижнем течении на берегах несколько деревень, главным образом, вдоль дороги Корткерос — Лопыдино.
Локчим впадает в Вычегду чуть выше Корткероса в черте посёлка Усть-Локчим.